# Frans De Mulder
Frans De Mulder (nacido el 14 de diciembre de 1937 en Kruishoutem - fallecido el 5 de marzo de 2001) fue un ciclista belga, profesional entre los años 1958 y 1963. El mejor año de su carrera deportiva fue 1960, durante el cual ganó la clasificación general y cuatro etapas de la Vuelta ciclista a España y el campeonato de fondo en carretera de su país, entre otras victorias de menor importancia.

## Palmarés
| 1957 - 1 etapa de la Vuelta a Bélgica amateur 1959 - 1 etapa del Tour de l'Ouest 1960 - Campeonato de Bélgica en Ruta - Vuelta a España , más 4 etapas - 1 etapa del Tour de Luxemburgo | 1961 - Campeonato de Flandes 1962 - 1 etapa del Critérium del Dauphiné 1963 - Nokere Koerse - 1 etapa de la Vuelta a Bélgica |

## Resultados en Grandes Vueltas y Campeonato del Mundo
| Carrera         | 1959 | 1960 | 1961 | 1962 | 1963 |
| --------------- | ---- | ---- | ---- | ---- | ---- |
| Giro de Italia  | -    | -    | -    | -    | -    |
| Tour de Francia | -    | -    | -    | Ab.  | -    |
| Vuelta a España | -    | 1º   | Abº  | -    | -    |
| Mundial en Ruta | -    | 15.º | 16.º | Ab.  | -    |